# Glotovka, Ugra
Glotovka (în rusă Глотовка) este un sat din raionul Ugra, regiunea Smolensk, Federația Rusă. 

## Personalități născute aici
- Mihail Isakovski (1900 - 1973), poet sovietic.